# 突入せよ! あさま山荘事件
『突入せよ! あさま山荘事件』（とつにゅうせよ! あさまさんそうじけん）は、2002年5月11日に公開された日本映画。監督・脚本は原田眞人。主演は役所広司。
長野県軽井沢町で、1972年2月19日から2月28日までの10日間に渡って起きた、連合赤軍・あさま山荘事件を映画化した作品である。原作は当時指揮幕僚団として派遣された佐々淳行の『連合赤軍「あさま山荘」事件』（文藝春秋刊）。
当初のタイトルは『救出』だったが、配給した東映・岡田茂会長（当時）の"鶴の一声"で『突入せよ!あさま山荘事件』に変更された。

## あらすじ
1972年2月19日、雪で覆われた長野県軽井沢町。長野県警察は逃走中の過激派組織一味である連合赤軍メンバーを追っていた。
すでに山岳アジトの発見によって大規模な山狩りが行われていたが、逃走中の過激派一味はこの時点で二日前に県外の銃砲店襲撃で入手した数丁のライフル銃と散弾銃、および2,800発余りの大量の実弾のほか、手製のパイプ爆弾などで武装していた。
そんな中、冬場は比較的無人になりやすい別荘が点在する人里離れた地区を捜索のためにパトカー1台で警ら中だった県警の機動隊5人が、道路際の積雪上に複数の真新しい足跡を見つける。さらに、足跡が『さつき山荘』という無人の民間施設敷地内へと続いていることから、パトカーに連絡員として木戸隊員を残し、有事に備えて全員の拳銃に実弾を装てんして4人で偵察に向かう。しかし、さつき山荘の建屋外周で声を掛けながら拳銃を斜め上に向けての警戒捜索中、突然、建物の物陰からライフルを発砲しながら飛び出してきた過激派一味の急襲を受け、これに応戦した機動隊員との間で銃撃戦となる。この激しい発砲音を聞き、パトカーに残っていた木戸隊員が腰を抜かしながらも必死に状況を伝えた緊急無線により、過激派一味が軽井沢町周辺に潜伏していたことが判明。その後、機動隊員の追跡を逃れた過激派一味は、逃走中に偶然見つけたあさま山荘に侵入し、一人だけで留守番をしていた管理人夫婦の妻を人質に立て籠もってしまった。この時、主人はたまたま宿泊予定者を車で迎えるために外出していて難を逃れ、また結果的には過激派一味が車を使っての逃走も阻止された。
その頃、警察庁内で英国のSASから爆発物処理の研修を終えて帰国した警察庁警備局付の佐々淳行警視正は、後藤田正晴警察庁長官から呼び出される。後藤田は長野県警の野間本部長は過激派の鎮圧警備に不慣れであるため、実質的な警備の指揮役として長野へ向かうように命じる。しかし、佐々の年次では県警本部長の代理ができないため、警備局外事調査担当参事官の丸山昂警視監を団長とする指揮幕僚団を編成して長野へ向かわせることを決定。犯人逮捕にあたり後藤田は、『人質の無事救出』、『殉教者としないためにも過激派メンバー全員の生け捕り』、『銃器使用は警察庁の判断』、『マスコミとの良好な関係づくり』の方針を託し、指揮幕僚団を送り出す。
一路、軽井沢に到着した佐々たちだが、現地対策本部となっていた軽井沢警察署内に設けられた合同作戦本部会議では、自立心と縄張意識が異常に強い長野県警幹部の面々との対立に巻き込まれる事となった。さらに連日の会議の中、すでに現地入りしていた警視庁第九機動隊が、行動の要となる警視庁専用の警察無線設置するよう佐々が提案した。これに対し、長野県警側は当初、警察庁への事件発生報告で「長野の人員だけで事足りるから、ライフルと警察犬だけを貸してくれ」と報告した手前、警察庁の面々や警視庁機動隊員が多数乗り込んできたことで、面子を潰されたことへの強い不満を持っていたために「県内系無線で事足りる」と、あっさり提案を拒否。佐々は現場の調和を重視し、しかたなく結果的には数日後に警視庁第二機動隊の応援が入るまでの間は、長野県警の広域通常用無線（県内系と呼ばれる県下全域を共用している無線）を使用した。しかし、山荘警備とはまったく関係無い通常の県内各地での交信も受信するため、これらとの激しい混信によって指揮系統が麻痺する不備などでさらなる長野県警との対立を招く。挙句、県警との連体警備不足によって無断で山荘入口へ侵入した人質身代わり希望の民間人が過激派一味によって銃撃され、搬送先の病院で死亡してしまうなどの苦境に立たされる。
このような大混乱した状況下と、銃弾が飛び交う雪深い極寒の過酷な現場でカップヌードルをすすりながら警備に従事する機動隊員達の映像を、連日連夜に渡り現場から逐一放送され続けたテレビの前で、日本中が釘付けとなって見守っていた。そんな中、対策本部が置かれた軽井沢警察署には日々殺到する苦情電話に翻弄された挙句、逆切れで叫びながら対応する女性電話交換手の人知れずに裏方としての奮闘などがあった。さらには、署内の記者会見場で毎日必ず定時で数回開かれる記者会見をめぐり、たとえ発表ネタがなくとも「進展はありません。以上!」と言い切る発表側の佐々と、些細な進展でも待ちわびるベテラン記者たちとの間に起こっている無言の鍔迫り合い、人質の身代わり志願者が決意の証だとして『切断した小指を持参』した件といった多くの対応をこなしていく。
そんな思いの中、事件から9日が経過した2月27日、対策本部は翌2月28日午前10時をもって山荘への突入作戦を決行すると発表。後世に語り継がれることになる秘密兵器、『鉄球付クレーン車』まで登場し、佐々たち警察組織と過激派連合赤軍との間で繰り広げられた、10日間もの熾烈な長い闘いは最終局面を迎えようとしていた。果たして、当初の基本方針通り「人質の無事保護および、犯人全員の生け捕り」を遂行し、事件を無事に解決することができるのだろうか。

## キャスト

### 警察庁
- 佐々淳行：役所広司
  - 警察庁警備局付警務局監察官（警備局無任所課長）警視正
- 丸山昂：串田和美
  - 警察庁警備局参事官（外事調査担当） 警視監
- 富沢警備局長：重松収
  - 警察庁警備局長 警視監
- 兵頭参事官：篠井英介
  - 警察庁警備局参事官（公安警備担当） 警視監（架空）
- 後藤田正晴：藤田まこと
  - 警察庁長官
- 鈴木警備課長：深水三章
  - 警察庁警備局警備課長 警視長
- 菊岡平八郎：光岡湧太郎
  - 警察庁警備局調査課理事官 警視正

### 警視庁警備部
- 宇田川信一 警視：宇崎竜童
  - 警視庁警備部警備第一課 課長代理・主席管理官（警備実施担当）
- 石川警視正：山路和弘
  - 警視庁警備部付（指揮統括担当）
- 内田尚孝 警視：豊原功補
  - 警視庁警備部第二機動隊 隊長
- 大久保警視：矢島健一
  - 警視庁警備部第九機動隊 隊長
- 山野警部補：遠藤憲一
  - 警視庁警備部第二機動隊 小隊長
- 佐治警視：松岡俊介
- 東野通信技官：池内万作
- 後田成美：原田遊人
  - 警視庁警備部警備第一課コンバットチーム 巡査
- 石野巡査：甲本雅裕
- 淡路巡査：眞島秀和
- 國松孝次 警視：田中哲司
  - 警視庁総務部広報課長
- 高見繁光 警部：加藤満
  - 警視庁警備部特科車両隊 技術本部付中隊長
- 小野沢警部補：榊英雄
  - 警視庁警備部警備第一課コンバットチーム
- 小林警視：木村栄
  - 警視庁警備部特科車両隊 隊長
- 石原警部：古本恭一
- 片山警視：長森雅人
  - 警視庁警備部第二機動隊 副隊長
- 上原勉 警部：工藤俊作
  - 警視庁警備部第二機動隊 中隊長

### 長野県警察
- 野間 警視監：伊武雅刀
  - 長野県警察本部長
- 分隊長：石丸謙二郎
  - 長野県警機動隊 分隊長 巡査部長
- 木戸隊員：荒川良々
  - 長野県警機動隊 分隊員→決死隊隊員 巡査
- 山根警備部長：山崎清介
  - 長野県警警備部長 警視
- 吉井軽井沢警察署長：螢雪次朗
  - 長野県軽井沢警察署長
- 柳木課長：田中要次
  - 長野県警警備第一課長 警視
- 反後課長：大森博史
  - 長野県警警備第二課長 警視
- 萩隊長：山田明郷
  - 長野県警機動隊長 警視
- 千石：飯田孝男
  - 長野県警
- 里見品子：街田しおん
  - 軽井沢警察署 電話交換手
- 満願：田嶋基吉
  - 長野県警
- 松坂隊員：上地雄輔
  - 人質になった小雀真理子が救出された後に「歴史的なリンゴです」と言って局付に見せた機動隊員

### 過激派 連合赤軍構成員
- 大河内浩：武田真治
- 中野雅人：鈴木一真
- 犯人：大塚朝之、酒井長輝、井上真鳳

### その他関係者
- 佐々幸子：天海祐希
  - 佐々淳行夫人
- ホトケのトミさん：村田則男
- 白竜組社長：椎名桔平
  - 鉄球作戦に使ったクレーン車の借り先の社長
- 小雀真理子：篠原涼子
  - 人質
- 小雀彰夫：松尾スズキ
  - 人質の夫
- 小雀夫妻の親戚：江藤漢斉
- 中野の母：もたいまさこ
- 百田栄作：安藤岳史
- 内田隊長の母：風見章子
- 男：高橋和也
  - 新潟からの人質の身代わり志願者（モデルは実際の事件で犠牲となった民間人）
- 亀島アナウンサー：八嶋智人
- 映画館の客：佐々淳行
- 映画館の客：後田成美
- 映画館の客：宇田川信一

## スタッフ
- 監督・脚本：原田眞人
- 原作：佐々淳行『連合赤軍「あさま山荘」事件』（文藝春秋刊）ISBN 4167560054
- 企画：小玉慈彦、源孝志
- プロデュース：原正人
- プロデューサー：鍋島壽夫、濱名一哉、鈴木基之
- ラインプロデューサー：片岡公生、梶野祐司
- 協力プロデューサー：貝原正行
- アソシエイトプロデューサー：山田俊輔
- 製作：佐藤雅夫、谷徳彦、椎名保、熊坂隆光
- 音楽：村松崇継
- 撮影：阪本善尚
- 美術：部谷京子
- 編集：上野聡一
- 企画協力：ホリプロ、佐々事務所
- 制作：アスミック・エース
- 制作協力：東映東京撮影所
- 製作：「あさま山荘事件」製作委員会（東映、TBSテレビ、アスミック・エース、産業経済新聞社）
- 配給：東映

## 製作
2001年11月14日、東映東京撮影所で製作発表会見。プロデューサーの原正人より、「こんな素晴らしいシナリオは久しぶり」と絶賛、脚本の兼ねる監督の原田眞人は「群像ドラマとして最高の社会派エンターテイメントができると確信している」と話した。

### 撮影
製作発表会見に先立つ2001年11月10日から同撮影所でクランクイン。あさま山荘内部のセットが作られた同所で、クライマックスの突入シーンの撮影などが11月中に行われた。

## 作品評
- 若松孝二は本作を鑑賞の際、「権力側からの視点でしか描いていない」と私費を投じ『実録・連合赤軍 あさま山荘への道程』を連合赤軍の当事者の証言に基づき、主に反体制側の観点で映画化した[6]。

## 史実と異なる点
- 史実での当事者本人への配慮から、人質夫婦と立てこもり犯人および現場で説得に当たった、犯人一人の母親の名前を変えている。同様に、鉄球作戦に参加したクレーン車を所有していた会社名と、オペレータの風貌も実際とは異なっている。またクレーン車も実際には、過激派からの報復を恐れて所有者の社名標記は、運転席の防弾工事で一時的に消去された。

- 長野県警関係者と、佐々ら警察庁および警視庁組とを比較して、長野県警側を大規模警備に不慣れでしかも体面ばかりを重んじる官僚たちとして、戯画的に描かれている。

- 機動隊の車両として登場する警視庁の特型警備車は、消防車を改造したものだが実際よりは小さく、形状・塗色も若干異なる。また機動隊の輸送車（マイクロバス形）は、1990年代になって製造が開始された日産・シビリアン（もしくはOEMのいすゞ・ジャーニー）を、極力当時の車両らしく仕立てたものが登場する。

- 機動隊員の出動服には、実際のものとは色調が異なる布地が用いられている。さらに、機動隊員の装備品でも当時は存在しなかったものが一部使われている。

- 長野の現地に派遣されている『役所広司』が現地宿舎へ帰った時に、一階の階段脇に座り込み凍りついた靴に湯を掛ける最初のシーンを始め、この宿舎階段周りでの各シーンでは、ほぼ毎回にわたり荷物棚に乱雑に置かれた「雪国まいたけ」社名と、ロゴ入りの段ボール箱数個が登場する。しかし、同社が設立されたのは1983年7月のことであり、マイタケの出荷を始めるのはそれ以降である。また映画最後のエンドロール内でも、同社名は一切現れない。

- 事件発生後に、軽井沢警察署内の上層階へ通じる階段上部の踊り場に常設されている電話交換台が最初に登場したシーンでは、交換台回りに特段の変わりは無く交換手が忙しく取り次いでいた。しかし数日経過した二回目のシーンでは、日々殺到する電話と署内の会見場に設けられている、新聞記者用の大量の電話機（後日、突入前日の本部長発表後に記者が大量の電話機に一斉に飛びついているシーンあり）や、臨時に増設された警察電話用回線のために交換手の横にある木製の手すりから、下階へ垂らされた大量の仮設のケーブルが写っている。このケーブルの垂れ下がったシーンはその後、数回登場し続けるものの、事件終盤の突入当日に電話交換台の近くの階段で、腰掛けて生中継されている仮設の白黒テレビを見入る女性職員横の手すりにあるはずの大量の仮設ケーブルがすべてなくなっている。これは、事件が山場を迎えている突入当日ではあり得ない。

- 事件現場を見下ろす雑木林に陣取っている多くの報道陣の中に、数回登場する三脚をつけた生中継用の大型テレビカメラ（四角いグレー色仕様）には、作品として設定されていた頻繁に変わる現地の天候に配慮した雨天用のカバー類が一切掛かっておらず、通常の野外仕様となっている。

- 突入のシーンにおいて、現場では突然雪が降ったりすぐに晴れたりと、天候が頻繁に変化している。しかし、実際の事件の際には天候にそれほどの変化は無かった。

- 突入隊が山荘内での会話中に、「爆発物処理で支給される危険手当の額が、農林水産省の技官（獣医）が行う牛や馬の種付け作業で支給される危険手当よりも安い」と会話する場面があるが、農林水産省の設置は事件が発生した1972年から6年後の1978年の事であり、事件当時は農林省であった。また、警察官など『公安職』の基本給が、技官など『行政職』よりも高く設定されている点（言い換えれば、普段の基本給にも危険手当が含まれている点）についても、一切言及されていない。

- 映画の最終盤（事件解決後）において、篠井英介演ずる警察庁の兵頭参事官が警備の実施状況について指揮幕僚団を酷評しているが、これは事件当時の警察庁内に存在したと噂される評価を集約したものである。しかし、実際にそのような意見が存在したかはわかっておらず、『兵頭参事官』という人物も架空のキャラクターである。

## その他

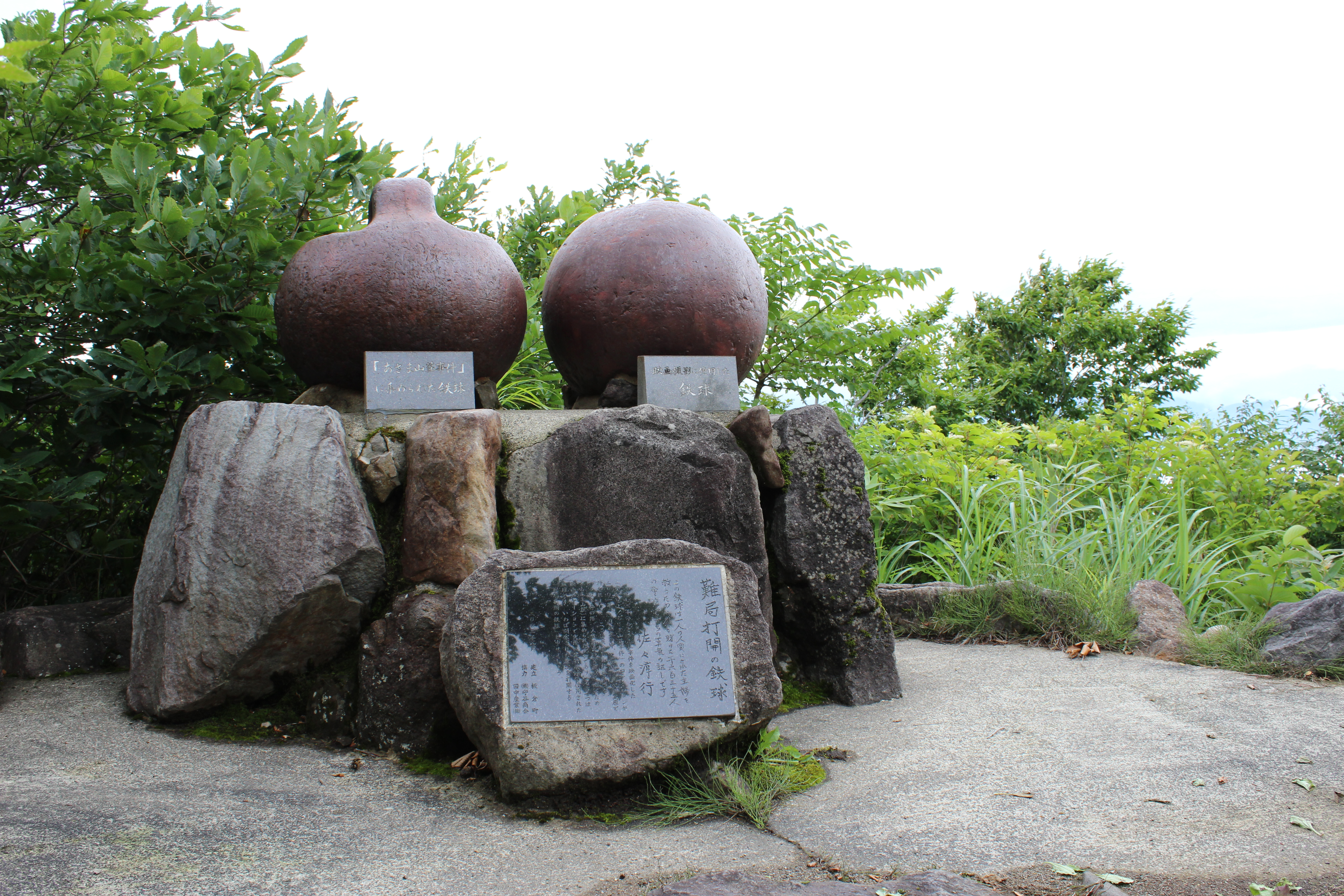
難局打開の鉄球

- あさま山荘事件の舞台は長野県軽井沢町だが、山荘攻防戦のシーンの撮影は新潟県中頸城郡板倉町（現・新潟県上越市板倉区）で2001年12月に行われた[5]。浅間山をイメージした山岳の全景カットが挿入されているが、実際に写ってるのはロケ地の妙高山である。ロケ地となった上越市板倉区の光ヶ原高原には撮影記念碑があり、映画に使われた鉄球（「難局打開の鉄球」）が展示されている。
- 現場の機動隊員が極寒の中で湯を沸かし、日清食品のカップヌードルを食べているシーンがある。これは当時、同様の場面が全国に生中継され話題となったことに起因する。これによりカップヌードルの知名度が飛躍的に上がったとも言われ、あさま山荘事件の中でも非常に印象的な出来事であるとして映画でも再現されたという。
- 劇中、剣道を行っているシーンは東京都文京区にある野間道場で撮影された[注釈 1]。
- 佐々淳行本人も映画館のシーンにエキストラの一人として出演しているほか、後田成美、宇田川信一も出演している。
- この映画では、DVCPRO HDカメラである"VARICAM"（AJ-HDC27F）がメインキャメラとして使われ、全編デジタル撮影で収録された。フルハイビジョンではなく720p形式で撮影されている。当時の環境からはフルハイビジョンはデータが重すぎることと、720Pでも劇場上映に耐え得る解像度が得られるとの判断から選択された。この作品以降、VARICAM撮影による映画製作が急速に普及した。
- 興行後、原正人らは反省会を開き、「やはり今の時代は（題名は）"突入せよ"ではなく、"救出せよ"で行くべきだった」との結論に達した[3]。
- 映画公開前、あさま山荘事件が発生した際のサンケイ新聞の号外復刻版が、映画をPRするためのチラシとして東京都内や大阪市内などで配布された。
- 2006年6月12日月曜日21:00からTBS系列にて、地上波テレビでの初放映がなされた。
- 特型警備車のレプリカ車は『仮面ライダー555』の撮影でも使われている。
- 当時のニュース報道及び、劇中最後で機動隊員が逮捕した犯人全員の髪を引っ張り上げて人相がはっきり判る様に、報道陣の前をゆっくりと『さらし者』扱いで連行している。しかし、その後の「犯罪者にも人権が有る」との時代の流れにより、当時の実写ニュースの再放送時および、作品の再上映時には『さらし者』扱いにされているこの連行シーンのみカットされている。

## ソフト化
- 突入せよ! 「あさま山荘」事件 DTS特別版（初回限定生産DVD2枚組、2002年11月1日発売、発売・販売元：アスミック・エース）
  - ディスク1：本編DVD
    - 音声特典
      - オーディオコメンタリー1（監督：原田眞人×撮影：阪本善尚）
      - オーディオコメンタリー2（原作：佐々淳行×プロデューサー：鍋島壽夫）

  - ディスク2：特典DVD
    - メイキング・オブ「突入せよ!」
    - 監督撮影日誌
    - 監督自筆絵コンテと本篇の比較
    - 監督撮影台本抜粋
    - 未使用シーン&テイク集
    - シーン構成分析（一部マルチアングル収録）
    - HD720pカメラ「バリカム」解説
    - バリカムテスト映像「京華」（コメンタリー付き）
    - デジタルマット合成プロセス
    - 美術スタッフインタビュー
    - 未使用音楽集
    - 「あさま山荘」事件の背景
    - 完成披露試写会・初日舞台挨拶
    - 予告編集
    - ポスターギャラリー
- 【TCE Blu-ray SELECTION】突入せよ! 「あさま山荘」事件 ブルーレイ スペシャル・エディション（BD1枚組、2012年9月5日発売、発売元・アスミック・エース、販売元・TCエンタテインメント）
  - 映像特典
    - メイキング・オブ「突入せよ!」
    - デジタルマット合成プロセス
    - 監督自筆絵コンテ
    - 未使用シーン&テイク集
    - 「あさま山荘」を再現する
    - 阪本善尚撮影監督インタビュー
    - 完成披露試写会
    - 初日舞台挨拶
    - 予告編集

  - 音声特典
    - オーディオコメンタリー1（監督：原田眞人×撮影：阪本善尚）
    - オーディオコメンタリー2（原作：佐々淳行×プロデューサー：鍋島壽夫）